# Jebeniana
Jebeniana o Djebeniana (àrab: جبنيانة, Jabanyāna) és una ciutat de Tunísia situada uns 45 km al nord de Sfax, a la governació de Sfax, a uns 10 km del límit amb la governació de Mahdia, on el terreny canvia d'aspecte. Està només 6 km al nord d'Amra. La ciutat té uns 4.000 habitants, i és capçalera d'una delegació amb 41.590 habitants al cens del 2004.

## Economia
La producció principal és l'olivera i productes derivats. El govern hi va establir una zona industrial.

## Administració
És el centre de la delegació o mutamadiyya homònima, amb codi geogràfic 34 58 (ISO 3166-2:TN-12), dividida en vuit sectors o imades:
- Djebeniana (34 58 51)
- Batria (34 58 52)
- Baltech (34 58 53)
- Hazeg (34 58 54)
- EL Kalelja (34 58 55)
- El Ajenga (34 58 56)
- El Louza (34 58 57)
- El Houdh (34 58 58)

Al mateix temps, forma una municipalitat o baladiyya (codi geogràfic 34 19).